# Vicente Trueba
Vicente Trueba Pérez (16. října 1905 Sierrapando – 10. listopadu 1986) byl španělský cyklista-silničář, člen klubu Cantabra SC.
Pocházel z vesnice Sierrapando, části města Torrelavega v Kantábrii, odtud jeho přezdívka La Pulga de Torrelavega (Blecha z Torrelavegy), kterou získal pro svůj styl jízdy založený na energickém naskakování na pedály. Cyklistice se věnovali i tři jeho bratři, nejmladší Fermín Trueba byl v roce 1938 mistrem Španělska v silničním závodě.
Trueba byl vrchařským specialistou: vyznačoval se drobnou postavou, vážil okolo 50 kg. To mu pomáhalo být mezi prvními na vrcholu kopce, při následném sjezdu však většinou náskok ztratil. V roce 1933 vyhrál na Tour de France první ročník vrchařské soutěže, o rok později byl mezi vrchaři druhý. V celkovém pořadí Tour se nejlépe umístil v roce 1933, kdy skončil šestý. O lepší výsledek ho připravilo to, že startoval mezi touriste-routiers, jak byli nazýváni jezdci, kteří neměli podporu profesionální stáje. V roce 1930 také vyhrál v Pamploně jednorázový závod Circuito de Pascuas a v letech 1929 a 1933 Circuito Ribera del Jalón.
Zmínka o Truebovi se objevila v italském filmu Maléry pana účetního. V roce 2005 mu při příležitosti stého výročí narození byla posmrtně udělena zlatá medaile Tour de France a zlatá medaile Španělské cyklistické federace. Ve městě La Cavada mu byl odhalen pomník.

## Celkové pořadí na velkých etapových závodech
|                 | 1930 | 1932 | 1933 | 1934 | 1935 | 1936 |
| --------------- | ---- | ---- | ---- | ---- | ---- | ---- |
| Giro d'Italia   | –    | –    | 43   | 37   | –    | –    |
| Tour de France  | 24   | 27   | 6    | 10   | WD   | -    |
| Vuelta a España | -    | –    | -    | -    | WD   | WD   |